# Лажна дилема
Лажна дилема, позната и као црно-бело и лажна дихотомија, је логичка грешка која настаје када се у обзир узимају искључиво две опције које су често екстремне, док заправо постоји бар још једна или више њих. Постоји више верзија ове грешке у зависности од тога колико има опција - рецимо лажна трилема када их има само три. Грешка је увек у томе да понуђене опције нису довољне и да постоји још њих.
Грешка се може правити несвесно, али и свесно када говорник жели да присили људе да му се придруже. Случајно се користи када се занемаре друге валидне могућности избора. Лажна дилема је често присутна у политици када се износе идеје са основом или си са мном или си против мене, али и у маркетингу када се неки производ представља као једини, па зато и најбољи.

## Примери
- Ако не користиш наш шампон, опашће ти коса.

Класичан пример лажне дилеме у маркетингу.
- Нисам те видео данас у цркви, а мислио сам да си добар човек.

Овде се намерно износи претпоставка да лоши људи не иду у цркву, већ само добри. Ово наравно није тачно, јер имамо и лоше и добре вернике и невернике.